# S-2 (U-Boot)
S-2 (kyrillisch С-2) war ein U-Boot der S-Klasse (Srednjaja-Klasse) der sowjetischen Marine, das im Winterkrieg verschollen war und dessen Wrack erst im Jahr 2009 wiederentdeckt wurde.
S-2 lief am 2. Januar 1940 mit rund 50 Mann Besatzung an Bord auf eine Seemine und sank.

## Fund des Wracks 2009
Die Suche nach dem Wrack begann im April 1999. Nach zehnjähriger Suche fanden schwedische und finnische Taucher im Juni 2009 das Wrack des U-Bootes in der Nähe der finnischen Åland-Inseln in der Ostsee an der Seegrenze zwischen Schweden und Finnland.